# Нескучне (Волноваський район)
Неску́чне — село Великоновосілківської селищної громада Волноваського району Донецької області в Україні.

## Загальні відомості
Село розташоване на лівому березі р. Мокрі Яли. Відстань до центру громади становить близько 5 км і проходить автошляхом місцевого значення. Протяжність кордонів села: з півночі на південь 1 км 847 м, із заходу на схід 1 км 898 м. Площа становить 1.213 км².

## Історія
Село засноване в 1800 році. До серед. 20 ст. паралельно вживали назви: Корфово, Корхово. Поблизу Нескучного обстежено понад 10 курганів (3 тис. до н. е. – 14 ст.). На території села збереглися давні скульптури – кам’яні баби. У серед. 19 ст. барон О. Корф заклав Нескучненський ліс (нині ландшафт. заказник місц. значення). 1856–72 та 1880–83 тут подовгу жив громадський та освітній діяч, публіцист Микола Корф. Від жовтня 1941 до вересня 1943 – під нацистською окупацією.
За даними на 1859 рік у власницькому селі Олександрівського повіту Катеринославської губернії мешкало 193 особи (96 чоловічої статі та 97 — жіночої), налічувалось 70 дворових господарств, існували 2 заводи.
За переписом 1897 року кількість мешканців зросла до 831 особи (416 чоловічої статі та 415 — жіночої), з яких всі — православної віри.
У 1908 році в селі Времівської волості Маріупольського повіту Катеринославської губернії мешкало 1369 осіб (716 чоловічої статі та 653 — жіночої), налічувалось 181 дворове господарство.
17 липня 2020 року село увійшло до складу  Великоновосілківської селищної громади Волноваського району.

### Російсько-українська війна
8 липня 2022 року Запорізька ОВА повідомила, що російські окупанти обстріляли власні позиції біля Нескучного.
7 лютого 2023 року окупанти обстріляли село.
11 червня 2023 року силами 7-го окремого батальйону «Арей» Української добровольчої армії 129-ї бригади Сил територіальної оборони ЗСУ село звільнено від окупантів.
15 січня 2025 повністю окуповане.

## Населення
За даними перепису 2001 року населення села становило 733 особи, з них 85,95 % зазначили рідною мову українську, 13,78 % — російську, 0,14 % — гагаузьку та грецьку мови.

## Пам'ятки
У селі по вулиці Немировича-Данченка розташована садиба Володимира Немировича-Данченка початку XX сторіччя, що занесена до національних пам'яток України.
Неподалік від села розташований ландшафтний заказник місцевого значення Нескучненський ліс.

## Відомі люди

### Народилися
- Плисенко Артем Михайлович — військовий, ветеран Другої світової війни, герой Радянського Союзу.

### Проживали або працювали
- Корф Микола Олександрович — педагог і просвітник, земський діяч, почесний член Женевської Академії наук.
- Немирович-Данченко Володимир Іванович — театральний діяч, режисер та драматург.
- Косматенко Анатолій Денисович — український письменник.
- Осадчук Марія Луківна — українська мовознавеця, кандидат філологічних наук, докториня філософії, професор.